# Didz Hammond
Pour les articles homonymes, voir Hammond.
David Jonathan Hammond (né le 19 juillet 1981), connu sous le diminutif Didz Hammond, était le bassiste et parfois le mégaphone man pour The Cooper Temple Clause, on le retrouve par la suite à la basse dans la formation de Carl Barat (un ancien The Libertines) : Dirty Pretty Things.